# Kerens (geslacht)

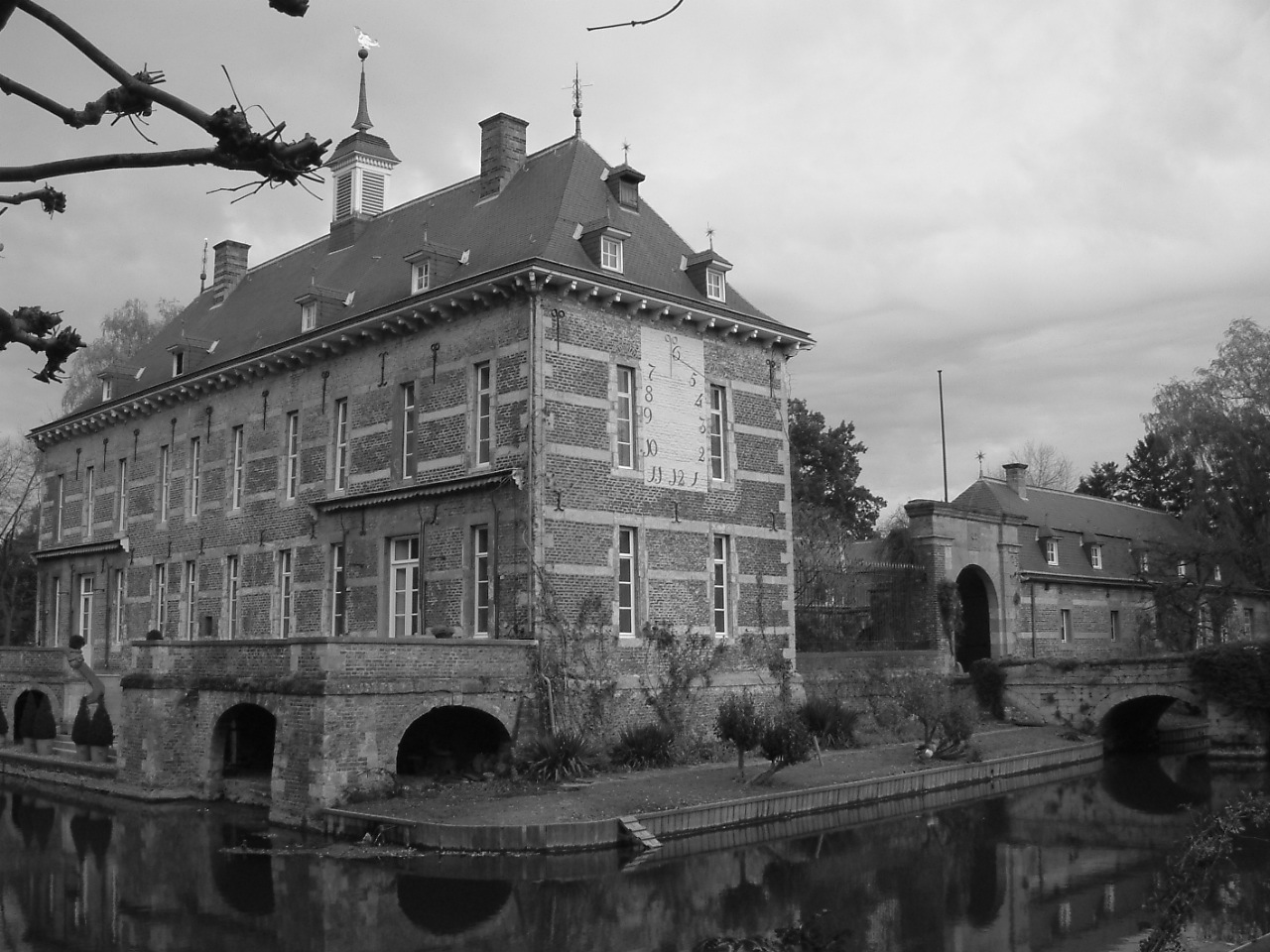
Kasteel Wijlre

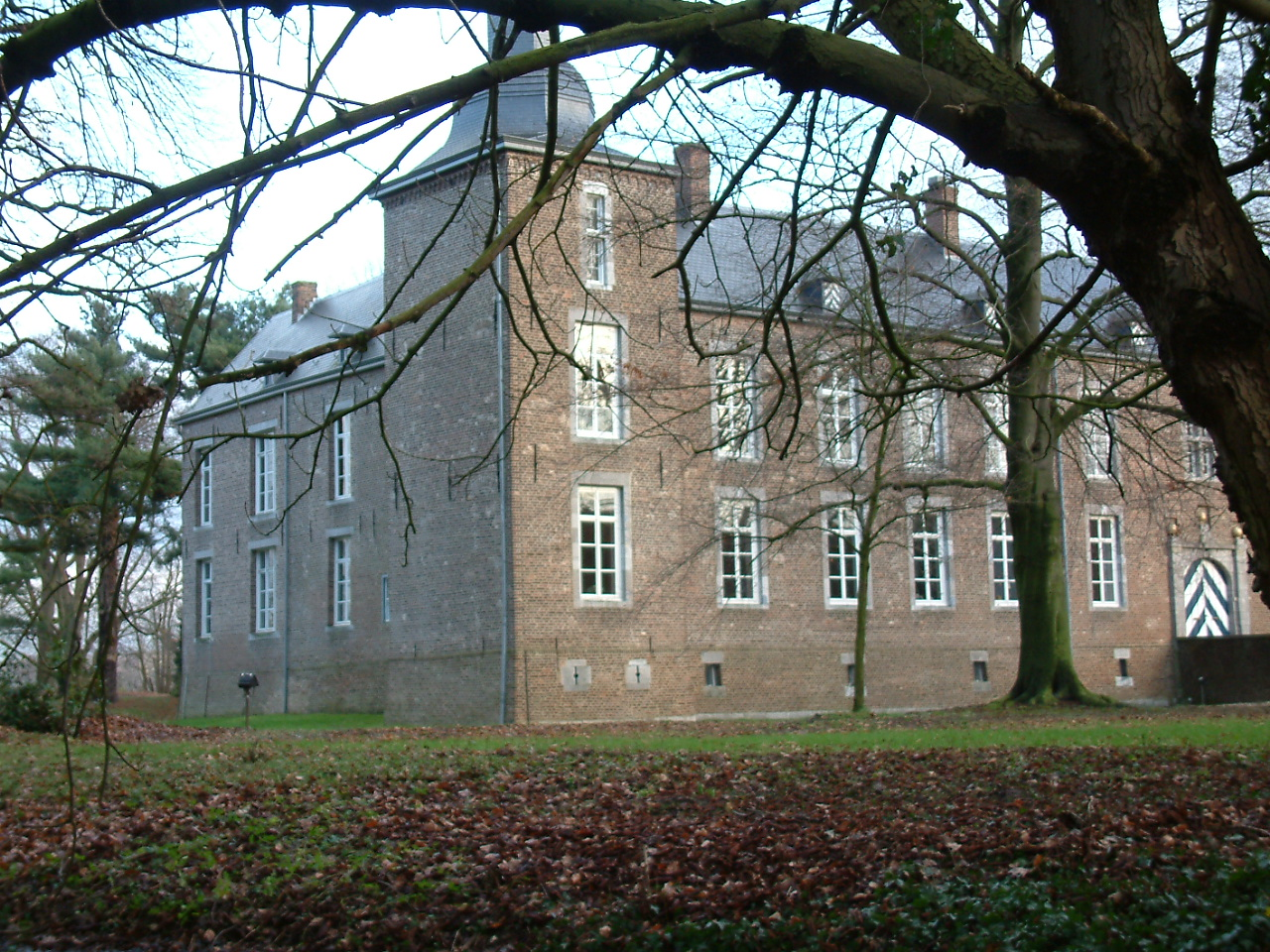
Kasteel Wolfrath bij Holtum

Kerens (ook: Kerens de Wylré en: Kerens de Wolfrath) is een uit Maastricht afkomstig geslacht waarvan leden sinds 1816 tot de Nederlandse adel behoren en dat in 1920 uitstierf.

## Geschiedenis
De stamreeks begint met Andreas Kernen (Kerns) die op 27 april 1662 te Maastricht werd begraven. Zijn zoon Philippus (1628-1687) werd er brouwer.
Bij Koninklijk Besluit werd Guillaume Dominique Aloysius Kerens de Wolfrath (1775-1845) benoemd in de ridderschap van Limburg, in 1817 zijn broer Pierre André Servais Kerens (1780-1862). In 1821 werd ten slotte hun verre verwant Franciscus Xaverius Matthias Aloysius Lambertus Otto Kerens de Wylré (1775-1856) verheven in de Nederlandse adel.

## Enkele telgen
Philippus Kernes (Kerns) (1628-1687), brouwer
- Joannes Kerens (1661-1709), brouwer, gehuwd met Maria Nijpels
  - Philippus Kerens († 1761), advocaat, Luiks schepen en burgemeester van Maastricht[1]
    - Joannes Dominicus Kerens (1717-1808), kanunnik van het Kapittel van Onze-Lieve-Vrouwe te Maastricht
    - Henricus Joannes (von) Kerens (1725-1792), bisschop van Roermond, Wiener Neustadt en Sankt Pölten; op verzoek van keizerin Maria Theresia geadeld[2]
    - Philippus Josephius Kerens (1726-1793), advocaat, schepen en burgemeester van Maastricht
- Theodorus Kerens (1663-1728)
  - Tilman[nus] Kerens (1694-1760), stadsbouwmeester te Maastricht
    - Matthias Aloysius Kerens (1731-1808) schepen te Maastricht
      - Jhr. Franciscus Xaverius Matthias Aloysius Lambertus Otto Kerens de Wylré (1775-1856), lid ridderschap van Limburg, lid provinciale staten van Limburg, lid gemeenteraad van Maastricht, schout, later burgemeester van Heer en Keer
        - Jhr. Guillaume Eugène Xavier Mathias Kerens de Wylré (1805-1880), lid ridderschap van Limburg, lid provinciale staten van Limburg, lid gemeenteraad van Maastricht, lid van de Tweede Kamer
        - Jhr. Joseph Mathias François Xavier Kerens de Wylré (1806-1883), laatste telg van de tak Kerens de Wylré, overleden op kasteel Wijlre
- Andreas Kerens (1669-[1735])
  - Paulus Kerens (1704-1776)
    - Andreas Kerens, ridder (1726-1781), advocaat, raadsheer en rekwestmeester bij de Grote Raad van Mechelen; trouwde in 1766 met Isabelle Agnes Roosen, vrouwe van Wolfrath (door koop 1803) (1744-1808)
      - Jhr. Guillaume Dominique Aloysius Kerens de Wolfrath (1775-1845), lid provinciale staten en ridderschap van Limburg, lid van de Tweede Kamer; trouwde in 1819 jkvr. Maria Lucia Eugeniana Ruijs de Beerenbrouck (1792-1875), lid van de familie Ruijs via wie kasteel Wolfrath in de familie Ruijs komt
        - Jhr. mr. Edmundus Willem Andreas Kerens de Wolfrath (1822-1875), lid provinciale en gedeputeerde staten van Limburg, lid gemeenteraad van Maastricht, luitenant-kolonel commandant van de dienstdoende schutterij te Maastricht, jagermeester van koning Willem III, overleden op kasteel Wolfrath

      - Jhr. Pierre André Servais Kerens (1780-1862), lid gedeputeerde staten van Limburg, lid Raad van State en lid van de Tweede Kamer der Staten-Generaal; trouwde in 1834 met Marie Philippine Louise Joséphine barones de Bounam de Ryckholt, vrouwe van Overst Voerendael (1799-1882), lid van de familie De Bounam de Ryckholt
        - Jkvr. Julie Marie Louise Kerens (1835-1911); trouwde in 1861 met mr. Wilhelmus Lodewijk Dominicus Josephus baron de Crassier (1804-1881), 1e president van het Hof van Cassatie te Brussel, lid van de Raad van Adel, lid van de familie De Crassier
        - Jkvr. Clotildis Maria Francisca Kerens, vrouwe van Overst Voerendael (1841-1920), laatste telg van het geslacht; trouwde in 1867 Leopold Isidore (Belgisch) graaf de Looz-Corswarem (1827-1907), lid van de familie De Looz-Corswarem